# Alfred Johannot

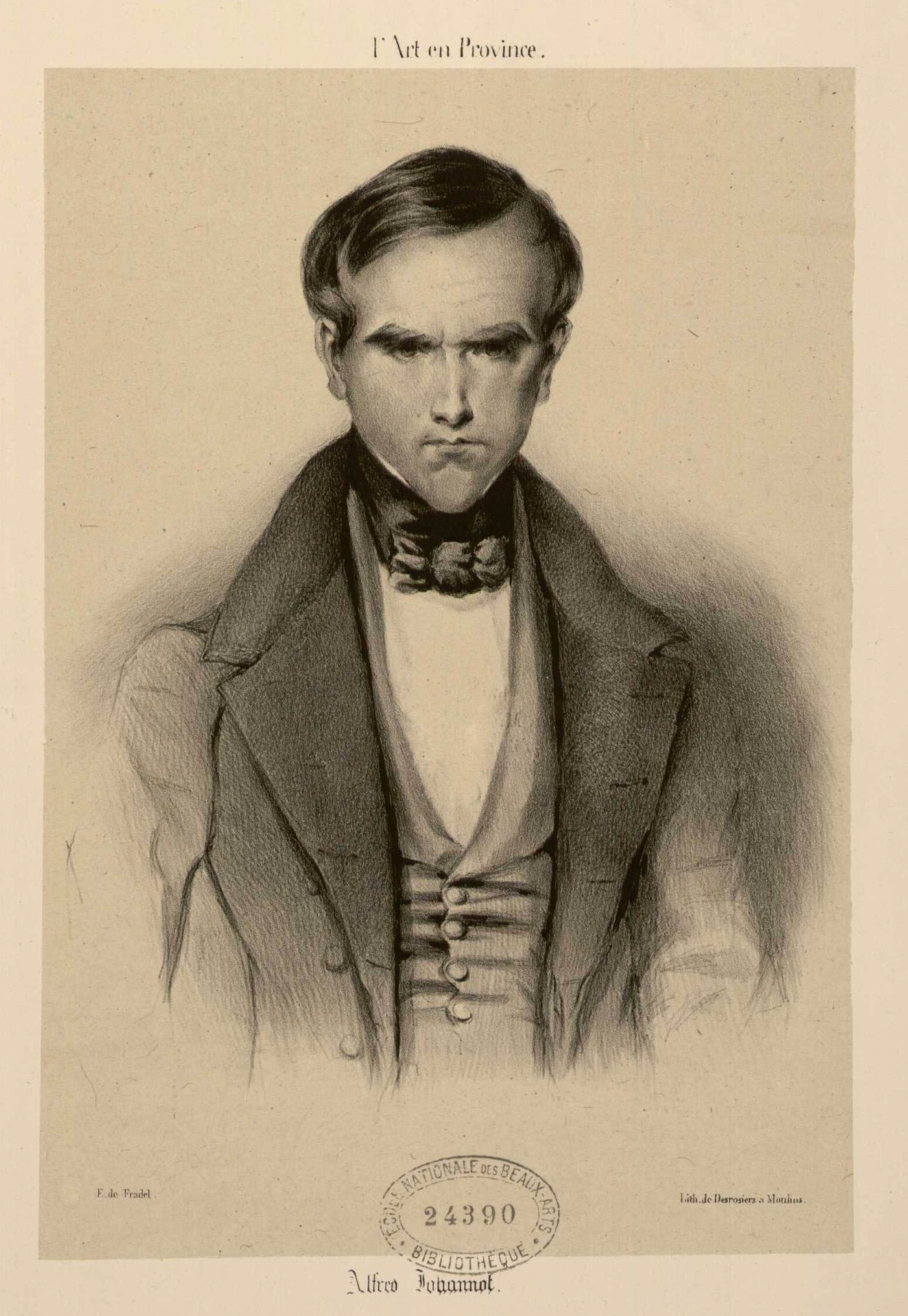
Alfred Johannot

Charles Henry Alfred Johannot (* 11. oder 21. März 1800 in Offenbach am Main; † 7. Dezember 1837 in Paris) war ein französischer Lithograf, Kupferstecher und Maler.

## Leben
Johannot entstammte einer Familie von Hugenotten. Er war ein Sohn des Seidenwirkers und Manufakteurs Matthieu François Johannot (1759–1838) und dessen Frau Anne-Marie-Elisabeth (geborene Geyss, 1764–1825) sowie der Bruder der Maler und Kupferstecher Charles und Tony Johannot. Zu den weiteren Geschwistern siehe Charles Johannot#Familie.
Er kam im Alter von sieben Jahren mit seinem Vater nach Paris und zeichnete im Louvre, um von den Wachen am Eingang aufgrund seiner Jugend nicht abgewiesen zu werden, wurde er mit einem Artistenausweis des älteren Bruders Charles ausgestattet. Als der Vater im Jahr 1810/11 nach Hamburg übersiedelte, wo er eine Arbeit als Bibliotheksinspektor angenommen hatte, begleitete er diesen nach dort, obwohl sein ältere Bruder Charles angeboten hatte, ihn bei sich aufzunehmen. Er kehrte 1817 nach Paris zurück, wo er von dem älteren Bruder zum Kupferstecher ausgebildet wurde. Er war gerade 24 Jahre alt, als der ältere Bruder Charles 1824 starb und ihm somit die Verantwortung für die Familie zufiel. Bis dahin war er nur als Graveur tätig doch nun wandte er sich der Vignettengestaltung zu. In diesem Jahr debütierte er im Salon de Paris mit einigen Vignetten nach Werken von Alexandre-Joseph Desenne (1785–1827) und Achille Devéria. Bei einer der Ausstellungen erhielt eine Medaille.

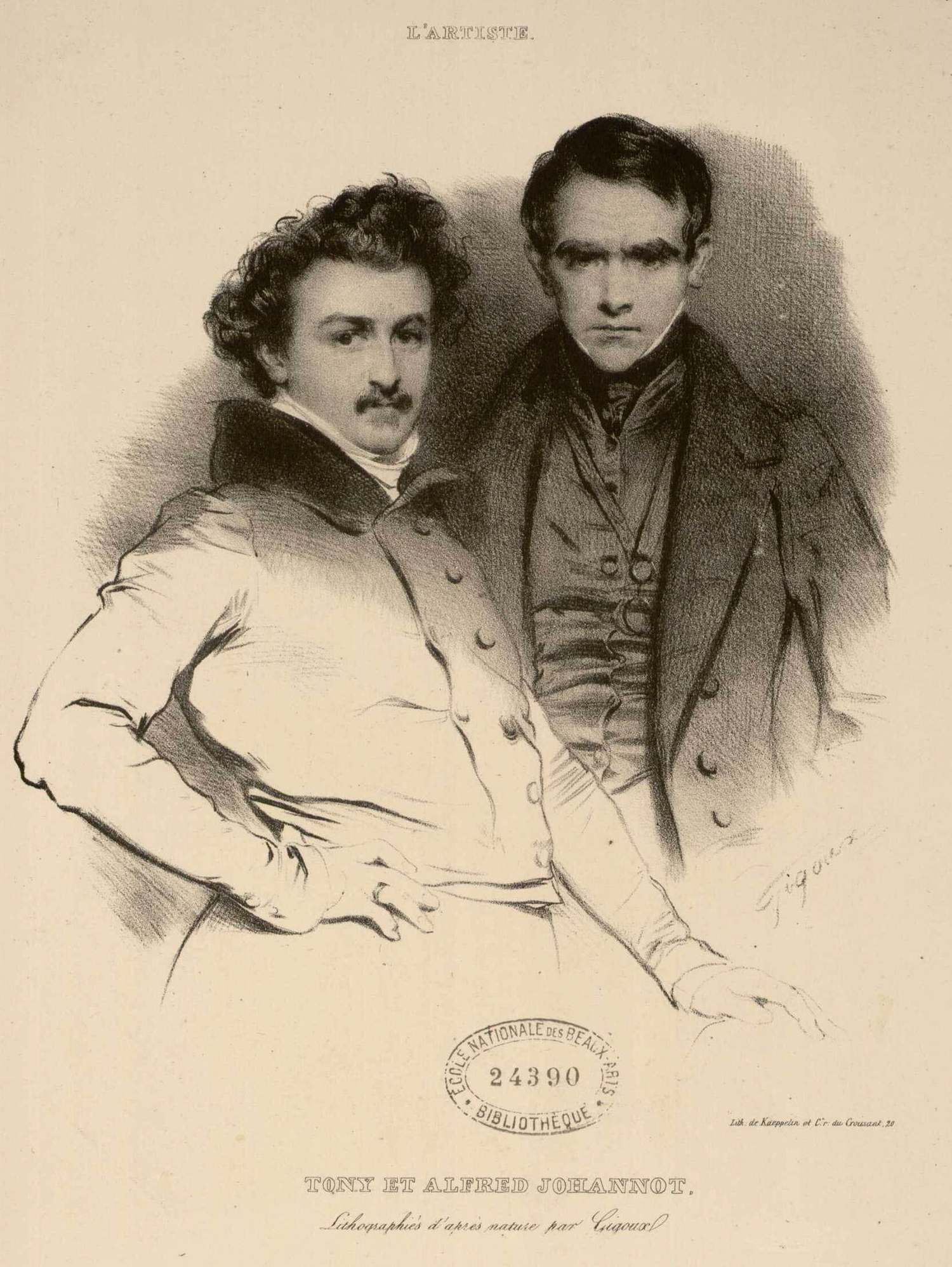
Tony und Alfred Johannot

Mit seinem nur wenig jüngeren Bruder Antoine (Tony) verband ihn, bis zu seinem plötzlichen Tod 1837, eine besonders innige Beziehung. Sie bildeten eine Gemeinschaft, in der er als Maler der Meister auftrat. Sie entwickelten sich technisch in unterschiedlichen Richtungen und Johannot war zudem bereits gesundheitlich angeschlagen. Seit 1831 stellten sie Gemälde in allen Salons aus. Gemeinsam führten sie Vignettenprojekte durch und lieferten Kompositionen für Holzgraveure.
Er stach, ebenso wie seine Brüder nach Ary Scheffer und fertigte unter anderem Illustrationen für George Gordon Byron, James Fenimore Cooper, Alphonse de Lamartine oder Walter Scott nach Bildern von Horace Vernet und François Gérard. Johannot war jedoch insbesondere als Maler aktiv und übertrug auf sie die leichte, gefällige Weise, die seinen Kupferstichen eine günstige Aufnahme verschafft hatte. Das Voranschreiten seiner Krankheit zwang ihn schließlich die Malerei aufzugeben. Zuletzt begab er sich aufgrund von Familienangelegenheiten nach Mannheim und starb im Dezember 1837 nach seiner Heimkehr. Weder er noch sein Bruder Tony waren jemals verheiratet und hatten keine Nachkommen. Zu ihren Schülern gehörten der Kupferstecher Alfred Revel († 1865), der Genremaler Henri Pottin und der Radierer Charles Philippe Auguste Carey.

## Eine Anekdote
Der Schriftsteller Alexandre Dumas widmete ihm und seinem Bruder Tony in seinen Memoiren jeweils ein eigenes Kapitel. Darin berichtet er auch von einer Begebenheit, die sich im Louvre zugetragen haben soll, als der junge Künstler sich dort aufhielt, um ein Bildnis Raffaels zu kopieren. Als er dort völlig in seine Arbeit vertieft war, soll ihm plötzlich jemand die Hand auf die Schulter gelegt haben. Als er sich erschrocken umdrehte sah er zahlreiche Soldaten und neben sich einen Mann in Uniform. Dies sei kein Geringerer gewesen als Napoleon höchstpersönlich, der ihn dann mit freundlicher Stimme ansprach. Dann wandte sich der Kaiser zum Gehen und fragte eine bedienstete des Museums, wer denn dieser Junge sei. Eine Sekretärin kam zu ihm, fragte ihn nach seinem Namen und wo seine Eltern wohnten. Nur wenige Tage später Johannots Vater zum Inspektor der Bibliothek der damals französischen Stadt Hamburg ernannt. Im Zuge der Koalitionskriege kam es im Gebiet von Hamburg zu Kämpfen und Johannot wurde nur knapp von einer Kugel verfehlt, als er sich auf der Stadtmauer befand. Die Zeiten waren hart und die Familie hungerte. So war er geschwächt und erkrankte am Typhus, an dem sein Bruder Ferdinand Johannot (6. Oktober 1795–16. Mai 1812) verstorben war. Er hat sich nie vollständig davon erholt.

## Werke (Auswahl)
Unter seinen Bildern zeichnen sich aus:
- 1831: Die Verhaftung des Jean de Crespierre unter Richelieu
- 1833: Der Einzug der Mademoiselle de Montpensier während der Fronde in Paris
- 1834: Der Besuch Karls V. bei Franz I. im Gefängnis zu Madrid
- 1835: Heinrich II., Katharina von Medici und ihre Kinder Louvte[7]
- 1836: Die Abreise der Maria Stuart aus Schottland
- Die Herzogin von Guise am Hof Karls IX.
- Die Schlacht bei Pratteln